# Pern
Pern – miejscowość i gmina we Francji, w regionie Oksytania, w departamencie Lot.
Według danych na rok 1990 gminę zamieszkiwało 327 osób, a gęstość zaludnienia wynosiła 13 osób/km² (wśród 3020 gmin regionu Midi-Pyrénées Pern plasuje się na 740. miejscu pod względem liczby ludności, natomiast pod względem powierzchni na miejscu 408.).